# Caála
Caála este un oraș din provincia Huambo Angola.